# 1. sočanska armija
1. sočanska armija (njem. 1. Isonzo armee) je bila vojna formacija austrougarske vojske u Prvom svjetskom ratu. Tijekom Prvog svjetskog rata djelovala je na Talijanskom bojištu.

## Povijest
Prva sočanska armija formirana je 23. kolovoza 1917. godine. Armija je formirana na osnovi diobe dotadašnje Sočanske armije. Sočanska armija je tada podijeljena na 1. i 2. sočansku armiju, dok je stožer dotadašnje Sočanske armije postao stožerom Grupe armija Borojević kojom grupom armija je zapovijedao general pukovnik Svetozar Borojević, dotadašnji zapovjednik Sočanske armije. Zapovjednikom 1. sočanske armije koja je zajedno s 2. sočanskom armijom ušla u sastav novoformirane grupe armije, imenovan je general pukovnik Wenzel von Wurm.
Armija je formirana tijekom Jedanaeste bitke na Soči  (18. kolovoza – 12. rujna 1917.), te je po formiranju uspješno zaustavila talijanski napad koji je prijetio i probojem fronta, te nakon toga protunapadom i povratila dio izgubljenih položaja.

U listopadu 1918. 1. sočanska armija sudjeluje u Kobaridskoj ofenzivi (24. listopada – 12. studenog 1917.). Nakon što je 24. listopada kombinirana austronjemačka armija 14. armija pod zapovjedništvom Otta von Belowa kod Kobarida probila dio fronta koji je držala talijanska 2. armija, na povlačenje je, kako bi izbjegla okruženje, bila prisiljena i susjedna talijanska 3. armija koja je držala dio bojišta prema 1. sočanskoj armiji. Prva sočanska armija goneći poražene talijanske snage prodire najprije do Tagliamenta, te nakon toga do Piave gdje se bojište stabiliziralo.
Nakon završetka Kobaridske ofenzive izvršena je nova reorganizacija austrougarske vojske na Talijanskom bojištu. Prva i druga sočanska armija su ponovno spojene čime su prestale postojati, te je početkom siječnja 1918. ponovno formirana Sočanska armija. 

## Zapovjednici
Wenzel von Wurm (23. kolovoza 1917. – 6. siječnja 1918.) 

## Načelnici stožera
Theodor Körner (23. kolovoza 1917. – 6. siječnja 1918.)

## Bitke
Jedanaesta bitka na Soči (18. kolovoza – 12. rujna 1917.)

Kobaridska ofenziva (24. listopada – 12. studenog 1917.) 

## Vojni raspored 1. sočanske armije u Kobaridskoj ofenzivi
Zapovjednik: general pukovnik Wenzel von Wurm

- VII. korpus (podmrš. Georg Schariczer)
  - 44. zaštitna divizija (genboj. Schönauer)
  - 17. pješačka divizija (genboj. Ströher)
  - 48. pješačka divizija (podmrš. Gabriel)

- XXIII. korpus (podmrš. Maximilian Csicserics)
  - 41. honvedska divizija (podmrš. Schamschula)
  - 10. pješačka divizija (podmrš. Gologorski)
  - 12. pješačka divizija (genboj. Puchalski)

- Pod neposrednim armijskim zapovjedništvom
  - 58. pješačka divizija (podmrš. Zeidler)
  - 63. pješačka divizija (genboj. Soretić)
  - 14. pješačka divizija (genboj. Szende)

- Armijska pričuva
  - 21. zaštitna divizija (podmrš. Podhajsky)
  - 4. pješačka divizija (podmrš. Pfeffer)
  - 13. zaštitna divizija (podmrš. Kasler)
  - 33. pješačka divizija (genboj. Iwanski)

## Vanjske poveznice
(eng.) 1. sočanska armija na stranici Austrianphilately.com  Arhivirana inačica izvorne stranice od 20. ožujka 2021. (Wayback Machine)

(eng.) 1. sočanska armija na stranici Austro-Hungarian-Army.co.uk